# Fath Riadi de Nador
Il  Fath Riadi de Nador (in arabo الفتح الرياضي الناضوري‎?), noto come Fath Nador, è una società calcistica marocchina con sede nella città di Nador. Milita nello Championnat National Amateur, la terza divisione del campionato marocchino di calcio.

## Storia
Il club fu fondato nel 1971 da un gruppo di tifosi del Barcellona originari di Nador, presieduti dal ventenne Mustafa Ausdi, che otto anni prima aveva costituito una propria squadra di calcio. Il sodalizio, cui fu dato il nome di Fath Riadi Nador ("apertura sportiva Nador") e cui furono dati i colori sociali del club catalano, fu iscritto alla divisione regionale.
Nel 1973-1974 il Fath Nador ottenne la promozione in quarta divisione, dove rimase sino al 1991-1992, quando ascese in terza divisione.